# 큐브 (프로게이머)
큐브(본명: 김창성, 1996년 8월 16일 ~ )는 대한민국의 전직 리그 오브 레전드 프로게이머이다. 프로게임단 지도자로도 활동하고 있다. 선수 시절 포지션은 탑 라이너이며 아이디는 Cube를 사용했다. 현재 리그 오브 레전드 재팬 리그 소속팀인 AXIZ의 코치를 맡고 있다.

## 선수 시절
2015년 3월, 아마추어팀인 NKT에서 커리어를 시작했다.
2015년 6월, 다크 울브즈에 입단했다.
2017시즌을 앞두고 APK 프린스에 입단했다. 서머 시즌 좋은 모습을 보여주었으며 팀의 챌린저스 포스트시즌 진출에 기여했다.
2018시즌을 앞두고 마르코 마니악스에 입단했다.
2018년 7월, 갈락티코스에 입단했다.
2019시즌을 앞두고 브리온 블레이드에 입단했다. 스프링 시즌 팀의 챌린저스 포스트시즌 진출에 기여했다.

## 지도자 생활
2021시즌을 앞두고 LJL의 AXIZ의 코치로 부임했다.

## 소속팀

### 선수
| # | 팀명            | 소속 기간             | 소속 리그 | 비고 |
| - | --------------- | --------------------- | --------- | ---- |
| 1 | NKT             | 2015.03~2015.06.01    | 아마추어  |      |
| 2 | 다크 울브즈     | 2015.06.01~2016.02.13 | CK        |      |
| 3 | APK 프린스      | 2017.01~2017.11.20    | CK        |      |
| 4 | 마르코 마니악스 | 2018.01.15~2018.05.08 | TCS       |      |
| 5 | 갈락티코스      | 2018.07.10~2018.09.18 | TCS       |      |
| 6 | 브리온 블레이드 | 2018.12.12~2019       | CK        |      |

### 지도자
| # | 팀명 | 직책 | 소속 기간   | 소속 리그 | 비고 |
| - | ---- | ---- | ----------- | --------- | ---- |
| 1 | AXIZ | 코치 | 2021.01.18~ | LJL       |      |

## 수상 내역

### 선수
- 네네치킨 리그 오브 레전드 챌린저스 코리아 서머 2015 리그 1 우승
- 터키 챌린저 시리즈 윈터 2018 우승